# 亚当·施莱辛格
亚当·施莱辛格（英語：Adam Schlesinger，1967年10月31日—2020年4月1日），韋恩噴泉樂團創始成員，死於2019冠狀病毒病。